# Robert Hobart (4e comte de Buckinghamshire)
Pour les articles homonymes, voir Robert Hobart.
Robert Hobart, 4e comte de Buckinghamshire, né le 6 mai 1760 et mort le 4 février 1816 à Londres, dit Lord Hobart de 1793 à 1804, est un homme politique britannique.
Il est notamment leader de la Chambre des lords en 1801, secrétaire d'État à la Guerre et aux Colonies (1801-1804) et chancelier du duché de Lancastre (1812).
Hobart, la capitale de la Tasmanie est nommée en son honneur.